# Hurlock
La ville de Hurlock est située dans le comté de Dorchester, dans l’État du Maryland, aux États-Unis. Lors du recensement de 2010, sa population s’élevait à 2 092 habitants.

## Démographie
| Groupe            | Hurlock | Maryland | États-Unis |
| ----------------- | ------- | -------- | ---------- |
| Blancs            | 55,0    | 58,2     | 72,4       |
| Afro-Américains   | 37,5    | 29,4     | 12,6       |
| Autres            | 3,5     | 3,6      | 6,4        |
| Métis             | 2,6     | 2,9      | 2,9        |
| Asiatiques        | 0,8     | 5,5      | 4,8        |
| Amérindiens       | 0,6     | 0,4      | 0,9        |
| Total             | 100     | 100      | 100        |
|                   |         |          |            |
| Latino-Américains | 6,7     | 8,1      | 16,7       |

## Source
- (en) Cet article est partiellement ou en totalité issu de l’article de Wikipédia en anglais intitulé « Hurlock, Maryland » (voir la liste des auteurs).

1. ↑  (en) « Hurlock, MD Population - Census 2010 and 2000 », sur censusviewer.com (consulté le 2 mars 2016).
2. ↑  (en) « Population of Maryland - Census 2010 and 2000 », sur censusviewer.com (consulté le 2 mars 2016).